# Grande Prêmio de Mônaco de 1961
Resultados do Grande Prêmio de Mônaco de Fórmula 1 realizado em Montecarlo em 14 de maio de 1961. Primeira etapa da temporada, teve como vencedor o britânico Stirling Moss, da Lotus-Climax, que subiu ao pódio ladeado por Richie Ginther e Phil Hill, pilotos da Ferrari.

## Classificação da prova
| Pos. | Nº | Piloto              | Construtor        | Voltas | Tempo/Diferença       | Grid | Pontos |
| ---- | -- | ------------------- | ----------------- | ------ | --------------------- | ---- | ------ |
| 1    | 20 | Stirling Moss       | Lotus-Climax      | 100    | 2:45:50.1             | 1    | 9      |
| 2    | 36 | Richie Ginther      | Ferrari           | 100    | + 3.6                 | 2    | 6      |
| 3    | 38 | Phil Hill           | Ferrari           | 100    | + 41.3                | 5    | 4      |
| 4    | 40 | Wolfgang von Trips  | Ferrari           | 98     | Acidente              | 6    | 3      |
| 5    | 4  | Dan Gurney          | Porsche           | 98     | + 2 voltas            | 11   | 2      |
| 6    | 26 | Bruce McLaren       | Cooper-Climax     | 95     | + 5 voltas            | 7    | 1      |
| 7    | 42 | Maurice Trintignant | Cooper-Maserati   | 95     | + 5 voltas            | 16   |        |
| 8    | 32 | Cliff Allison       | Lotus-Climax      | 93     | + 7 voltas            | 15   |        |
| 9    | 6  | Hans Herrmann       | Porsche           | 91     | + 9 voltas            | 13   |        |
| 10   | 28 | Jim Clark           | Lotus-Climax      | 89     | + 11 voltas           | 3    |        |
| 11   | 22 | John Surtees        | Cooper-Climax     | 68     | Motor                 | 12   |        |
| 12   | 2  | Jo Bonnier          | Porsche           | 59     | Injeção               | 9    |        |
| 13   | 16 | Tony Brooks         | BRM-Climax        | 54     | Motor                 | 8    |        |
| Ret  | 8  | Michael May         | Lotus-Climax      | 42     | Tubo de Óleo          | 14   |        |
| Ret  | 24 | Jack Brabham        | Cooper-Climax     | 38     | Ignição               | 21   |        |
| Ret  | 18 | Graham Hill         | BRM-Climax        | 11     | Bomba de combustível  | 4    |        |
| DNS  | 30 | Innes Ireland       | Lotus-Climax      |        | Machucado nos treinos |      |        |
| DNQ  | 34 | Henry Taylor        | Lotus-Climax      |        |                       |      |        |
| DNQ  | 14 | Masten Gregory      | Cooper-Climax     |        |                       |      |        |
| DNQ  | 10 | Lucien Bianchi      | Emeryson-Maserati |        |                       |      |        |
| DNQ  | 12 | Olivier Gendebien   | Emeryson-Maserati |        |                       |      |        |

## Tabela do campeonato após a corrida
| Pos. | Piloto             | Pontos |
| ---- | ------------------ | ------ |
| 1    | Stirling Moss      | 9      |
| 2    | Richie Ginther     | 6      |
| 3    | Phil Hill          | 4      |
| 4    | Wolfgang von Trips | 3      |
| 5    | Dan Gurney         | 2      |

| Pos. | Equipe        | Pontos |
| ---- | ------------- | ------ |
| 1    | Lotus-Climax  | 8      |
| 2    | Ferrari       | 6      |
| 3    | Porsche       | 2      |
| 4    | Cooper-Climax | 1      |

- Nota: Somente as primeiras cinco posições estão listadas. Em 1961 apenas os cinco melhores resultados, dentre pilotos ou equipes, eram computados visando o título. Neste ponto esclarecemos: conforme o site oficial da Fórmula 1, o vencedor dentre os pilotos recebia nove pontos, mas na seara dos construtores tal escore era de oito pontos e na tabela figurava somente o melhor colocado dentre os carros de um time.